# Søren Gade
Pour les articles homonymes, voir Gade.
Søren Gade est un homme politique danois né le 27 janvier 1963 à Holstebro. Membre du parti libéral Venstre, il est ministre de la Défense du Danemark entre 2004 et 2011.

## Biographie
Avant d'entrer en politique, il est officier militaire et homme d'affaires. Sa femme meurt en janvier 2008, d'un cancer.